# Aleksandr Prussak
Aleksandr Prussak, in russo Александр Фёдорович Пруссак?, Aleksandr Fëdorovič Prussak, (Mosca, 1832 – San Pietroburgo, 20 gennaio 1897) è stato un medico russo.

## Biografia
Studiò presso l'Accademia Medico-Chirurgica di San Pietroburgo, ottenendo la laurea medica nel 1862. Successivamente, studiò alcuni anni all'estero e dopo il suo ritorno a San Pietroburgo, conseguì l'abilitazione in otologia (1870).
È ricordato per i suoi studi riguardanti i rami vasomotori dell'orecchio. Il suo nome è associato alle "fibre di Prussak", fibra di tessuto elastico e con lo "spazio di Prussak", una piccola incisione nell'orecchio medio.

## Opere
- Ueber die anatomischen Verhältnisse des Trommelfells zum Hammer, 1867.[4]
- Zur Physiologie und Anatomie des Blutstromes in der Trommelhöhle, 1868.[5]